# Одломци (представа)
Одломци је позоришна представа коју је режирао Владимир Путник и адаптирао Мареј Шизгал.
Премијерно приказивање било је 14. марта 1969. у позоришту ДАДОВ.

## Улоге
| Лица | Глумци                  |
| ---- | ----------------------- |
|      | Соња Росић              |
|      | Бранислав Поповић       |
|      | Феђа Стојановић         |
|      | Слободан Боба Јовановић |

## Галерија
- Фотографија са извођења представе
- Фотографија са извођења представе
- Фотографија са извођења представе
- Фотографија са извођења представе